# Klaus Müntz
Klaus Müntz (* 30. Juli 1932 in Frankfurt an der Oder; † 18. November 2015) war ein deutscher Pflanzenphysiologe und Züchtungsforscher. Er leitete von Mai 1989 bis Mai 1990 das Institut für Biochemie der Pflanzen in Halle und anschließend bis Ende 1991 das Zentralinstitut für Genetik und Kulturpflanzenforschung in Gatersleben, zwei zur Forschungsgemeinschaft der Akademie der Wissenschaften der DDR gehörende außeruniversitäre Akademieinstitute. Von 1992 bis 1997 wirkte er als Abteilungsleiter am Leibniz-Institut für Pflanzengenetik und Kulturpflanzenforschung, der Nachfolgeeinrichtung des Gaterslebener Zentralinstituts.

## Leben
Klaus Müntz wurde 1932 in Frankfurt geboren und absolvierte nach seinem Schulabschluss im Jahr 1951 zunächst eine Lehrerausbildung an der Pädagogischen Hochschule in Potsdam. An deren mathematisch-naturwissenschaftlicher Fakultät promovierte er 1961 mit einer Arbeit zum Kohlenstoff- und Stickstoffhaushalt von Chlorella pyrenoidosa. Er entschied sich damit für eine wissenschaftliche Laufbahn im Bereich der Pflanzenphysiologie und wurde sieben Jahre später ebenfalls in Potsdam habilitiert. Nachdem er zunächst an der in Potsdam ansässigen Abteilung für ökologische Pflanzenphysiologie des Gaterslebener Instituts für Kulturpflanzenforschung der Deutschen Akademie der Wissenschaften zu Berlin gewirkt hatte, ging er Ende der 1960er Jahre nach Kuba, um am Institut für Biologie der Kubanischen Akademie der Wissenschaften eine Abteilung für Pflanzenphysiologie aufzubauen.
Nach seiner Rückkehr in die Deutsche Demokratische Republik (DDR) wurde er 1970 stellvertretender Leiter des Wissenschaftsbereichs „Grundlagen der pflanzlichen Stoffproduktion“ am Akademieinstitut in Gatersleben, das kurz zuvor zum Zentralinstitut für Genetik und Kulturpflanzenforschung umgestaltet worden war. Seine Forschungsaktivitäten betrafen in der Folgezeit schwerpunktmäßig die Nutzung molekularbiologischer und gentechnischer Methoden in der Züchtung von Nutzpflanzen, insbesondere zur Untersuchung von deren Stickstoffwechsel und der Biosynthese von Speicherproteinen. Anfang Mai 1989 wurde er Direktor des ebenfalls zur Forschungsgemeinschaft der Akademie der Wissenschaften der DDR gehörenden Instituts für Biochemie der Pflanzen in Halle. Nach der politischen Wende in der DDR 1989/1990 kehrte er ein Jahr später nach Gatersleben zurück und übernahm Anfang Mai 1990 als Nachfolger von Dieter Mettin die Leitung des Zentralinstituts bis zu dessen Auflösung zum Ende des Jahres 1991.
Am Leibniz-Institut für Pflanzengenetik und Kulturpflanzenforschung, das Anfang 1992 als Nachfolgeeinrichtung des Zentralinstituts gegründet wurde, hatte er bis zu seiner Emeritierung im Juli 1997 die Leitung der Abteilung für molekulare Zellbiologie inne. Seine Forschungsinteressen umfassten während dieser Zeit die Untersuchung von Struktur-Wirkungsbeziehungen von Speicherproteinen in Pflanzensamen, die Anwendung der Gentechnik zur Steigerung des Methioningehalts in Samen von Hülsenfrüchtlern sowie die Untersuchung der Rolle von Proteasen bei der Bildung und dem Abbau von Speicherproteinen. Von 1986 bis 2000 war Klaus Müntz Herausgeber der Fachzeitschrift „Biochemie und Physiologie der Pflanzen“ und von deren Nachfolgepublikation, dem „Journal of Plant Physiology“. Ab 1988 gehörte er der Deutschen Akademie der Naturforscher Leopoldina an. Er starb im November 2015.

## Werke (Auswahl)
- Pflanzenphysiologisches Praktikum. Teil 1: Mineralische Ernährung, Wasserhaushalt und Durchlüftungssystem der Pflanzen. Berlin 1960
- Stoffwechsel der Pflanzen: Ausgewählte Gebiete der Physiologie. Berlin 1966 und 1973, Lizenzausgabe Köln 1976
- Stickstoffmetabolismus der Pflanzen. Jena 1984
- Das Institut Gatersleben und seine Geschichte – Genetik und Kulturpflanzenforschung in drei politischen Systemen. Berlin 2012